# Naturschutzgebiet Unteres Sprockhöveler Bachtal
Das Naturschutzgebiet Unteres Sprockhöveler Bachtal befindet sich auf dem Gebiet der Stadt Hattingen im Ennepe-Ruhr-Kreis in Nordrhein-Westfalen. Das Naturschutzgebiet liegt entlang des Sprockhöveler Baches nordwestlich der Stadt Sprockhövel und nordöstlich von Bredenscheid-Stüter, einem Stadtteil von Hattingen.

## Beschreibung
Das ca. 50 ha große Gebiet besteht aus sechs Einzelflächen und ist seit 1995 unter der Kennung EN-011 wegen der Seltenheit, besonderen Eigenart und hervorragenden Schönheit des Bachtales als Naturschutzgebiet ausgewiesen.
Das Fachinformationssystem des Landesamtes für Natur, Umwelt und Verbraucherschutz beschreibt das Gebiet wie folgt:

„Mit einer Breite von 2-4 m fließt der Bach naturnah geschwungen durch eine abwechslungsreiche Landschaft aus Feucht- und Nasswiesen, alten Laub- und Auwäldern. Auf weiten Strecken wird der Bach von typischen Ufergehölzen gesäumt. Der Bach bildet mit seinem oft mäandrierendem Verlauf Prallhänge und Kiesbänke und somit hervorragende Strukturen eines naturnahen Gewässers. 
 Wertigkeit: Durch die hohe Qualität des Gewässers über eine weite Distanz resultiert die hervorragende Wertigkeit des Gebietes. Die typische Ausbildung und hohe Qualität der angrenzenden Biotope wie Feucht- und Nasswiesen und Auwälder trägt zur hohen regionalen Bedeutung bei. Hier ist besonders der hervorragend erhaltene Auwaldbereich im Norden des Gebietes zu erwähnen: Durch die hohe Qualität des Gewässers über eine weite Distanz resultiert die hervorragende Wertigkeit des Gebietes. Die typische Ausbildung und hohe Qualität der angrenzenden Biotope wie Feucht- und Nasswiesen und Auwälder trägt zur hohen regionalen Bedeutung bei. Hier ist besonders der hervorragend erhaltene Auwaldbereich im Norden des Gebietes zu erwähnen.“

## Schutzziele
Schutzziele sind
- „Erhalt der hohe Qualität des Gewässers und dessen naturnaher Verlauf“,

- „Verringerung des Nähr- und Schadstoffeintrags in das Gewässer und seine begleitenden Biotope wie Feuchtwiesen“,

- „Erhalt der Röhrichte und Auwälder durch eine Extensivierung der angrenzenden Landwirtschaft“,

- Verhinderung „der Verbuschung von Feuchtwiesen und Röhrichte  durch geeignete Pflegemaßnahme“,

- „Erhalt und Herstellung der typischen Artenausstattung der Auwälder durch schonenden, naturnahen Waldbau“[4] und

- „Erhaltung von Lebensgemeinschaften und Lebensstätten wildlebender, zum Teil gefährdeter Pflanzen- und Tierarten“.[1]

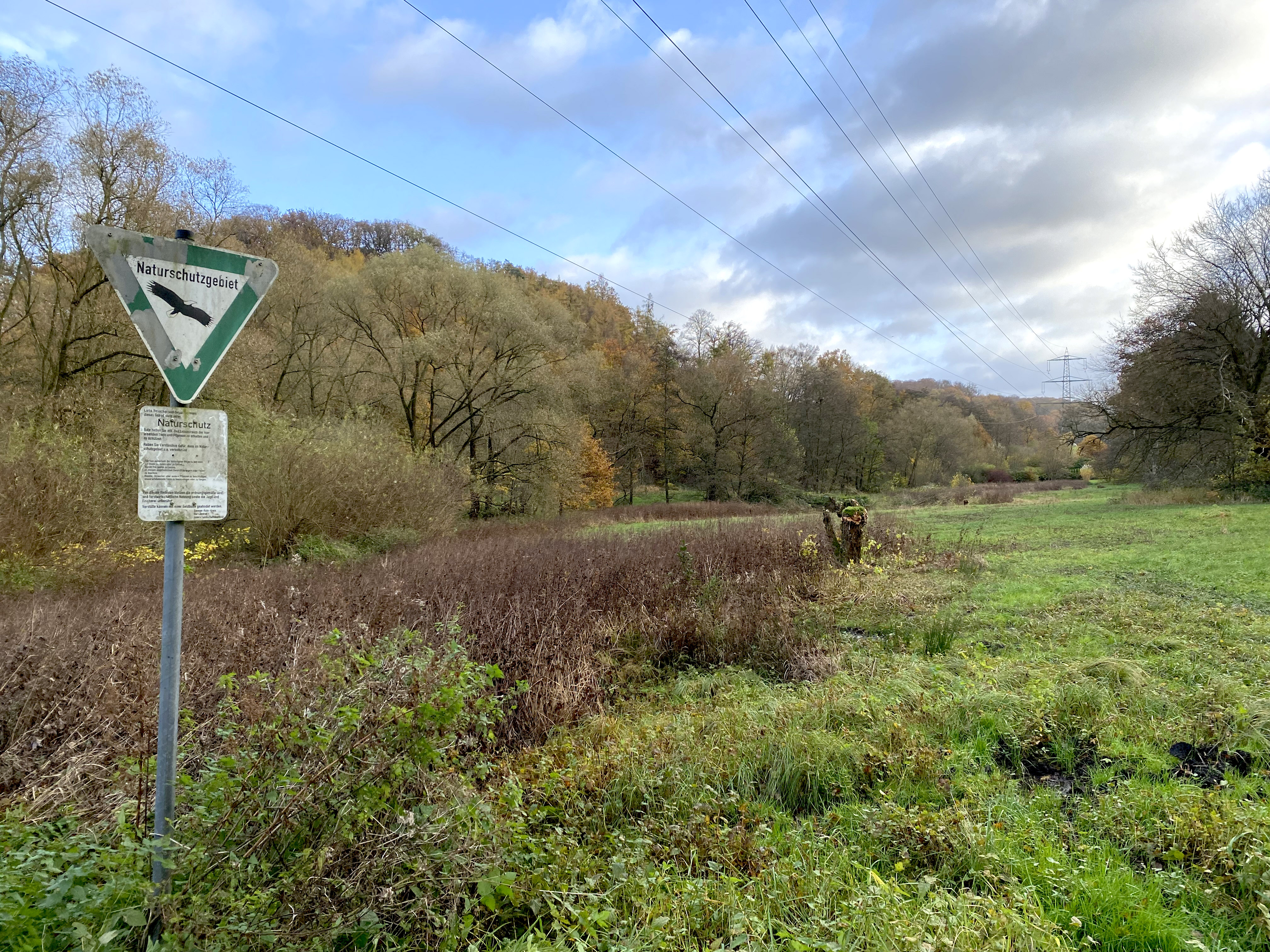
Hochstaudenflur bei „Zur Goldenen Kuhle“
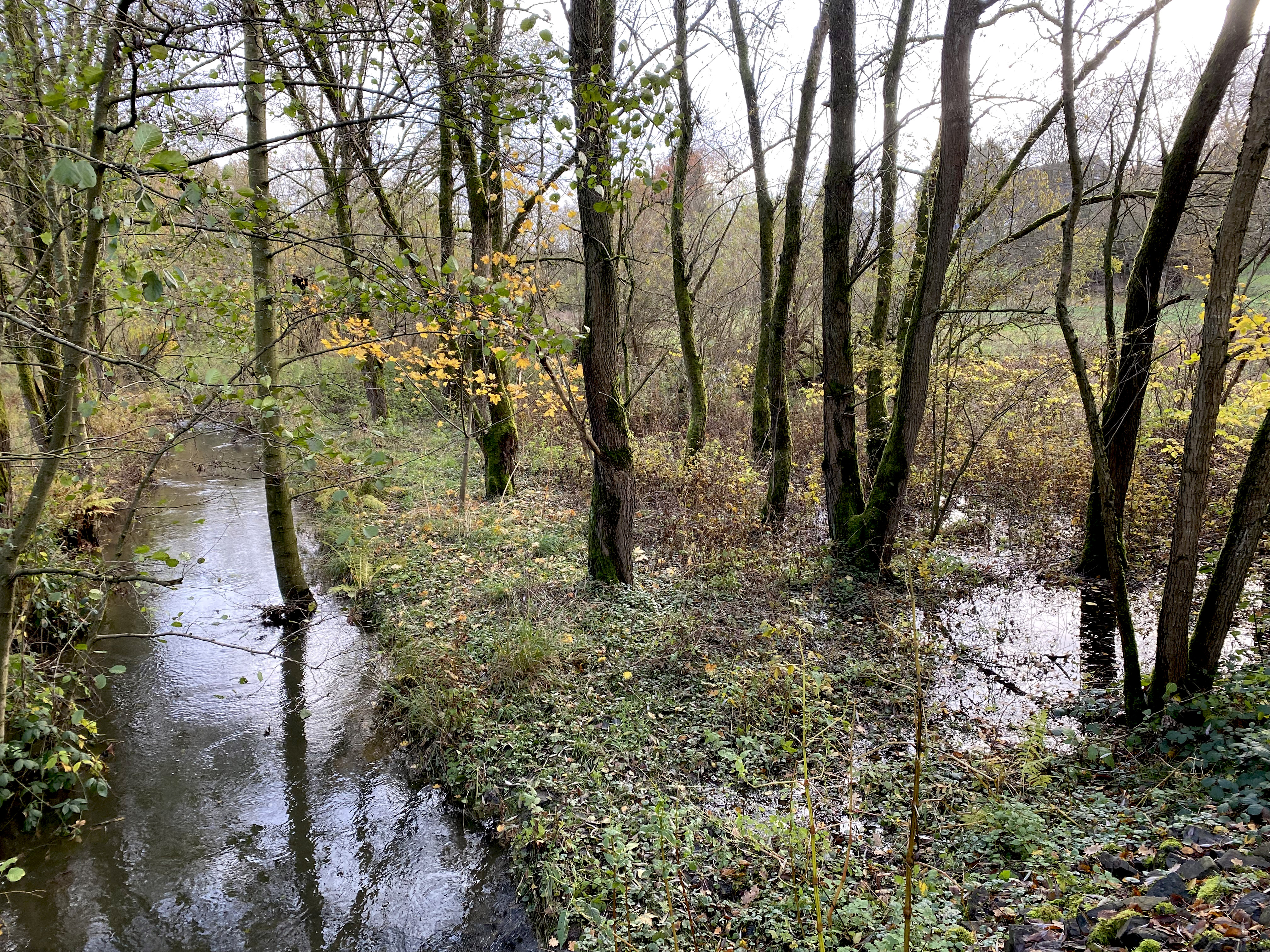
Sprockhöver Bach
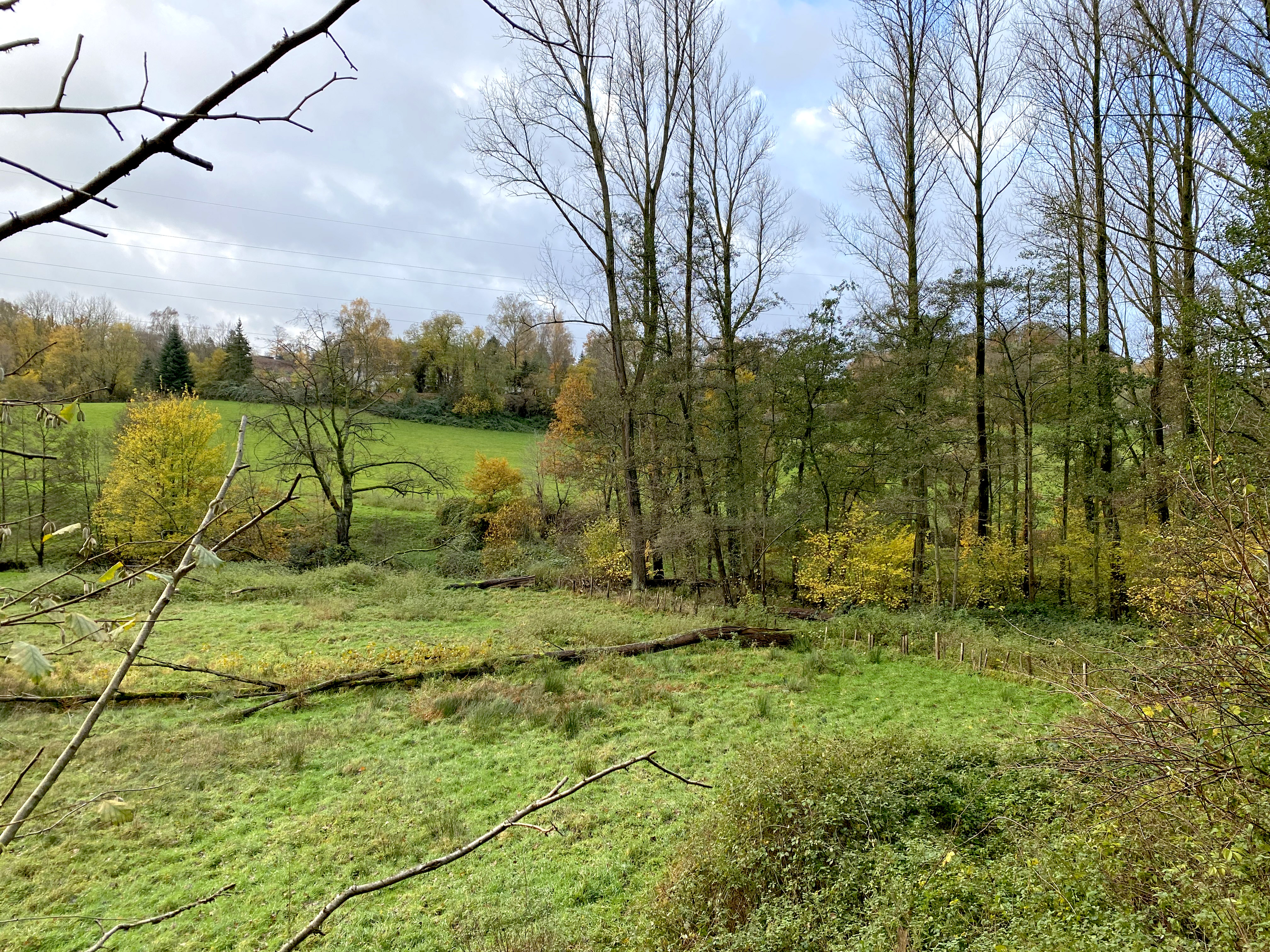
Bachtal bei Heierberg
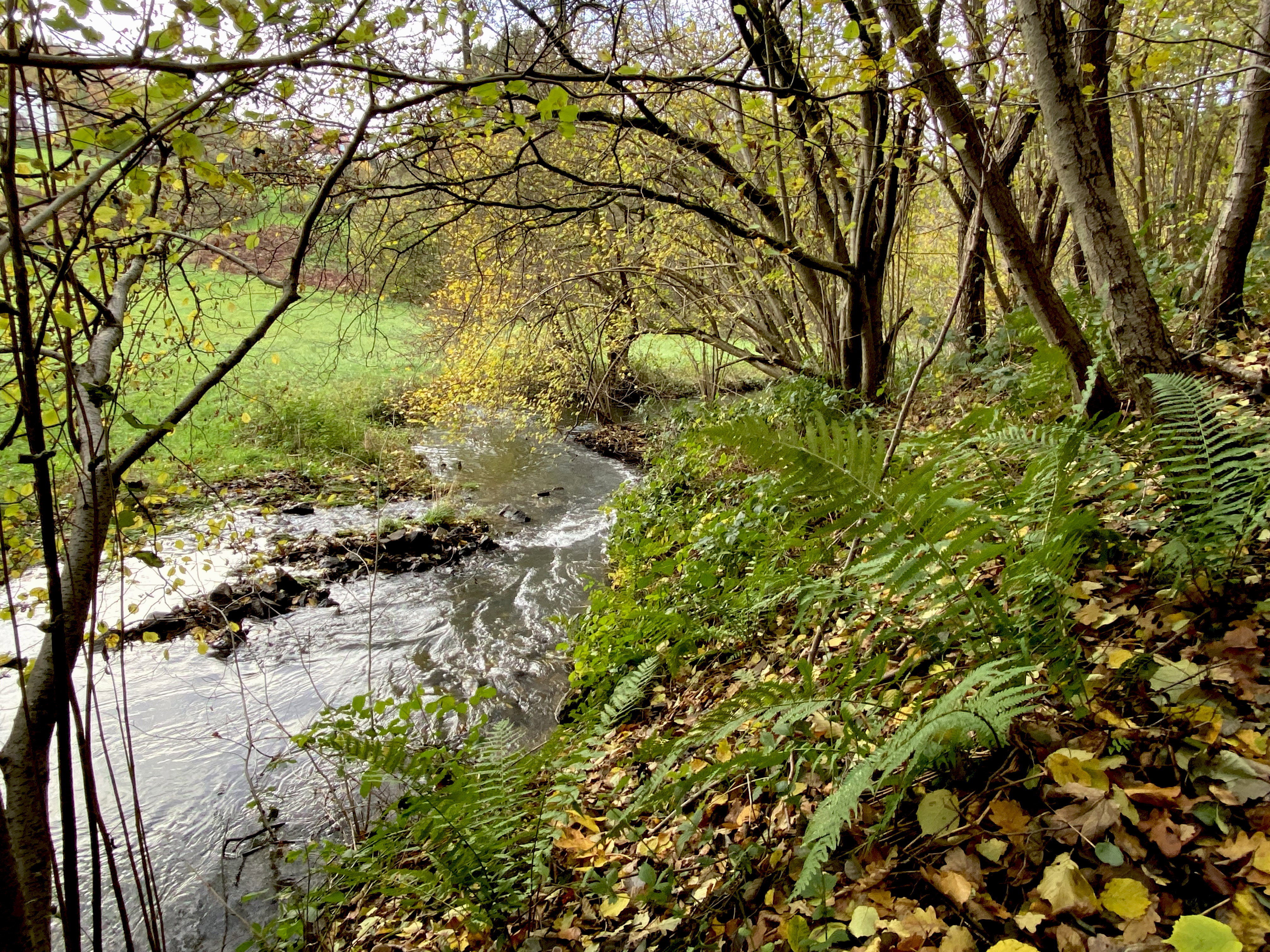
Sprockhöveler Bach mäandert mit Bildung von Schotterinseln
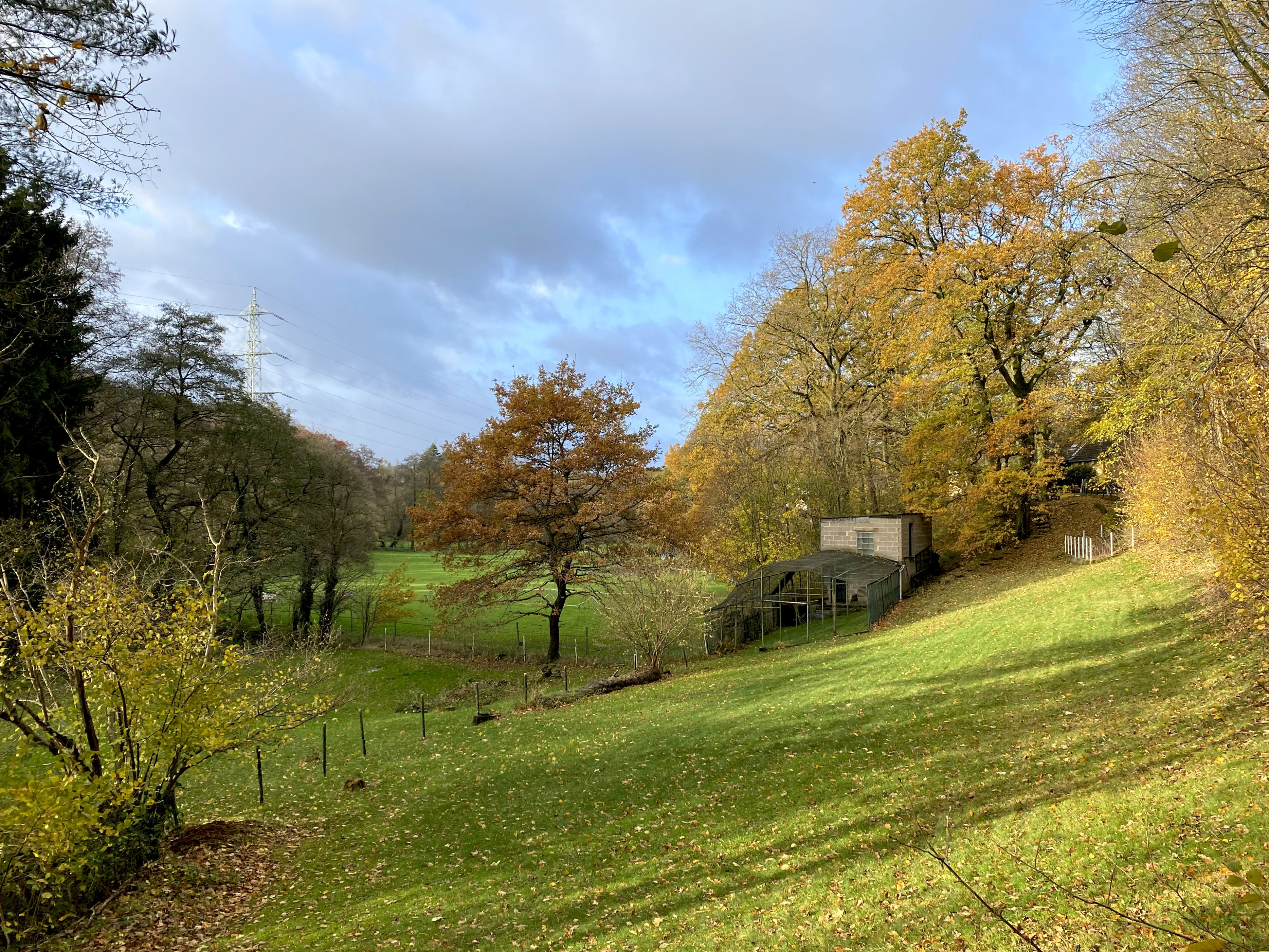
Bachtal bei Heierberg
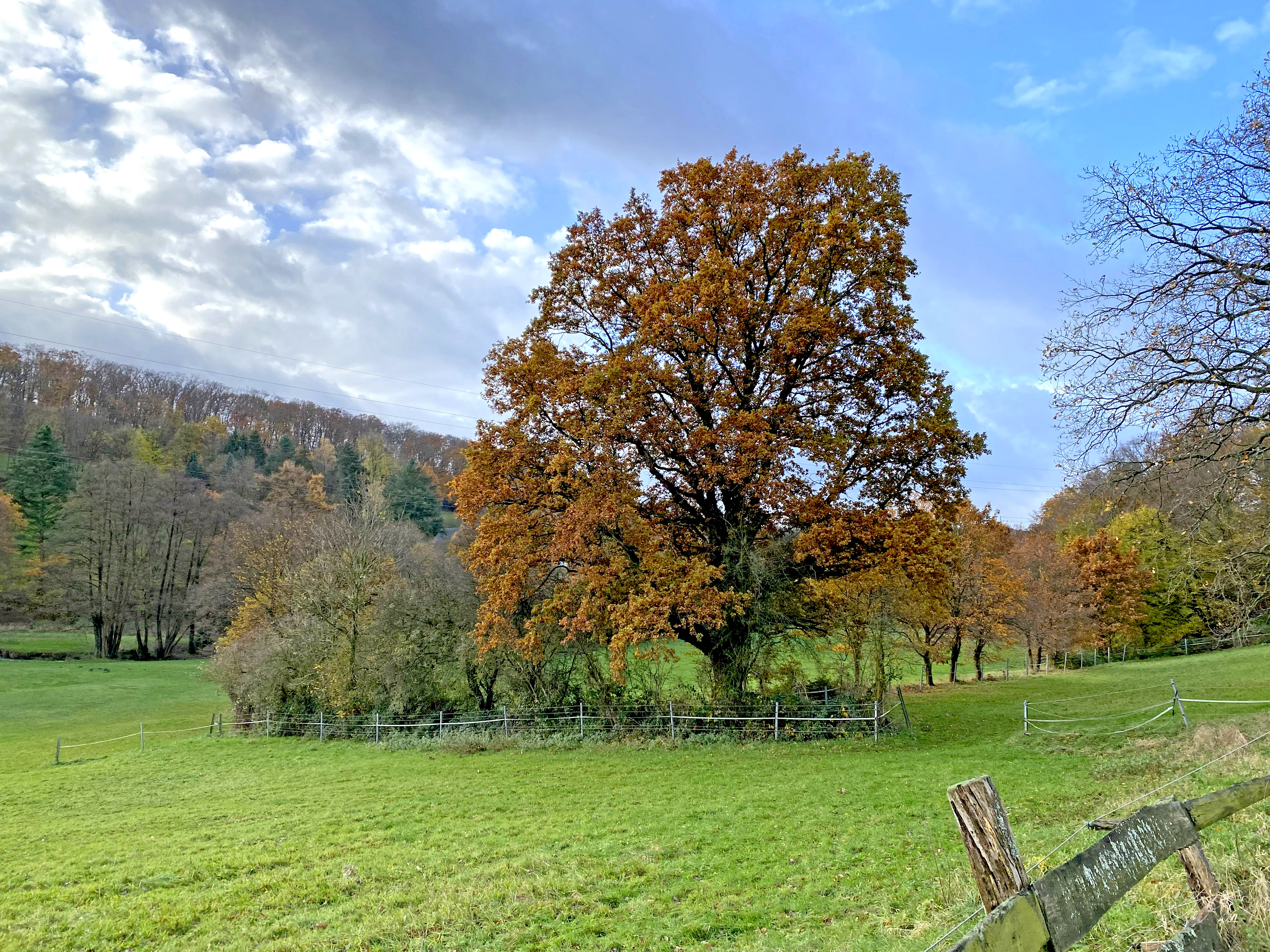
Bachtal bei Salzweg / Heierberg
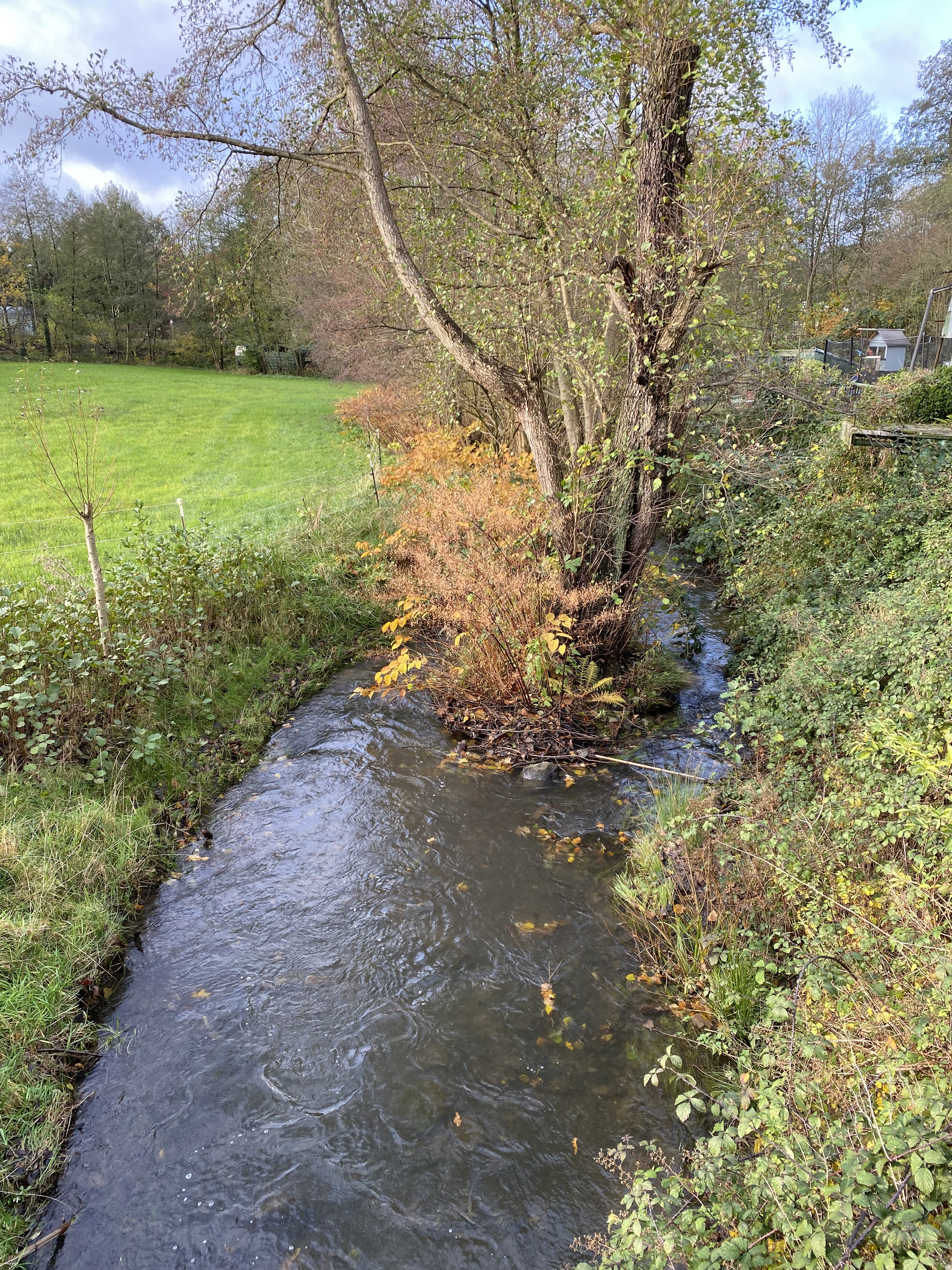
Sprockhöveler Bach am Salzweg
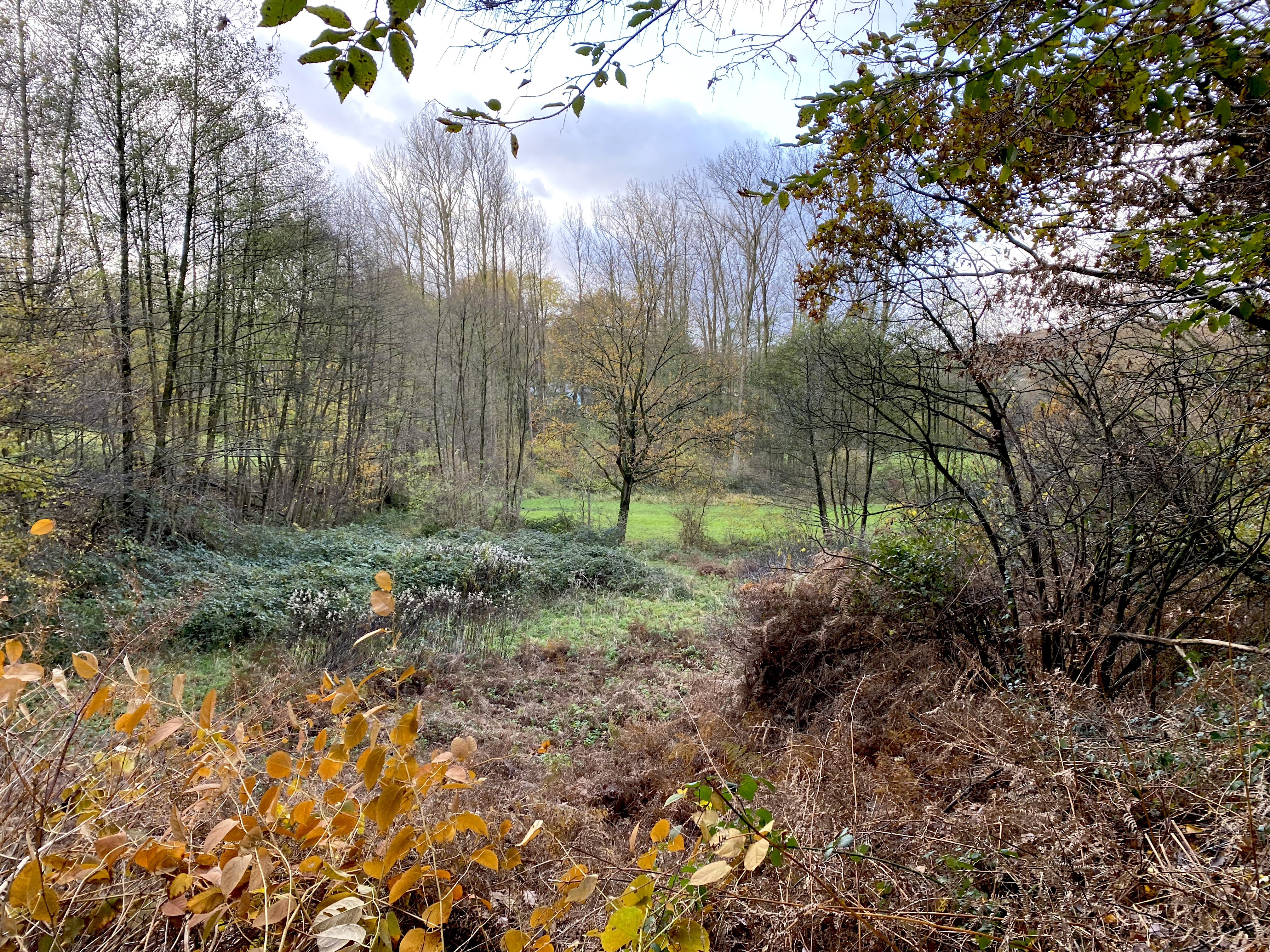
Teilfläche nördl. Oberbredenscheid
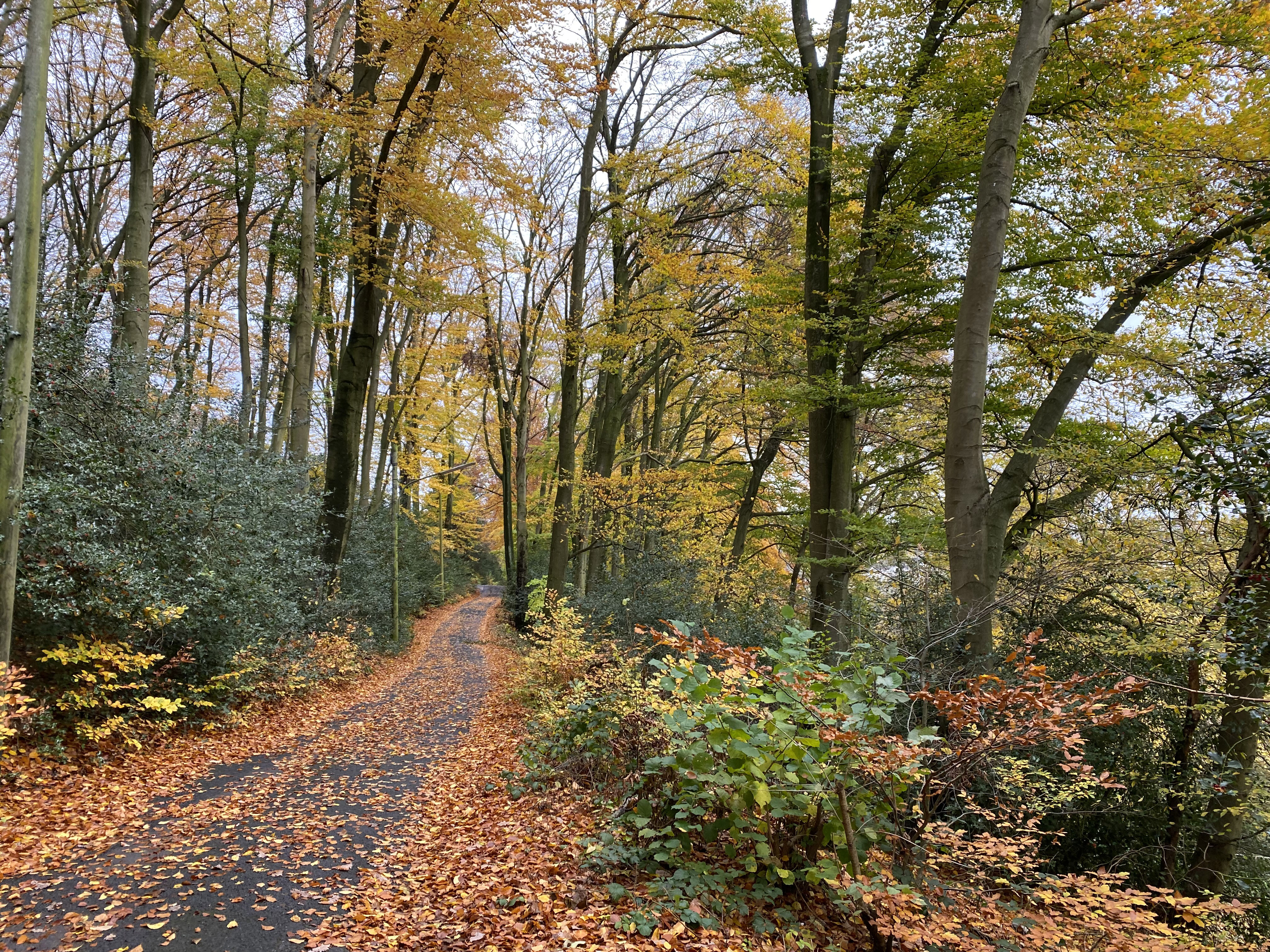
Wald bei Sünsbruch
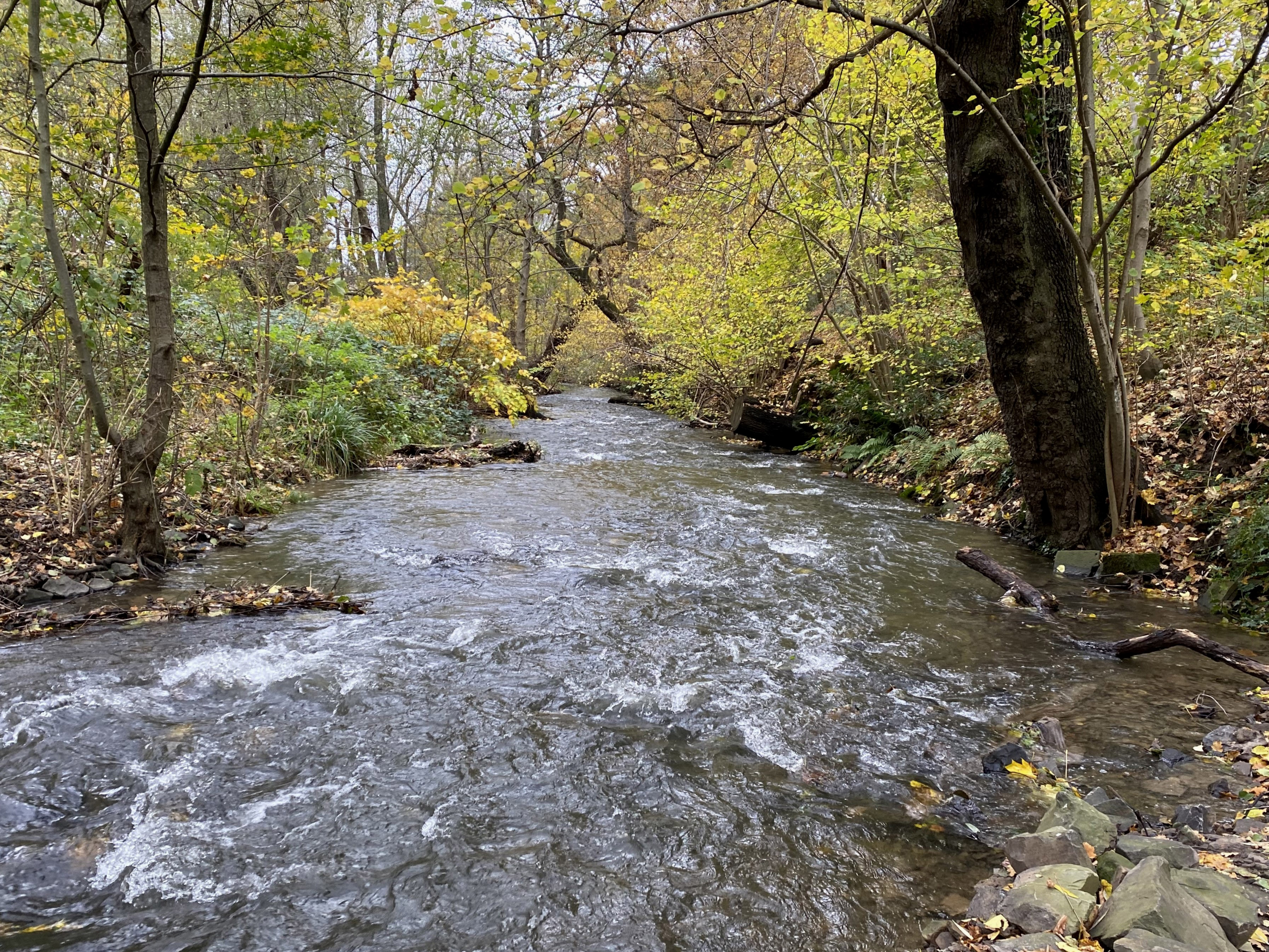
Sprockhöveler Bach bei „Am Kämpchen“